# Dirk Hermans
Dirk Hermans (Maaseik, 1 juli 1954) is een Vlaams auteur en uitgever. Verschillende van zijn boeken hebben een autobiografische inslag of een link met zijn woonplaats Bree.

## Biografie
Dirk Hermans groeide op in Bree, waar hij is blijven wonen en werken. Hij studeerde in 1976 af als leraar Nederlands-Engels-Geschiedenis aan de Provinciale Hogeschool in Hasselt (Hogeschool PXL).
Na zijn studies werd hij leraar en daarna studiemeester-opvoeder aan het Heilig Hartinstituut in Bree. In 1980 werd hij journalist bij Jet Magazine en Backstage Muziekmagazine. Later was  hij ook actief als freelance journalist voor muziek, media en toerisme bij Het Belang van Limburg en bij Radio 2 Omroep Limburg.
In 1998 was hij medeoprichter en zaakvoerder van het communicatiebedrijf Vertelpunt , dat hij op 1 november 2007 overliet aan zijn dochter om daarna zelfstandig copywriter en schrijver te worden. Na het verschijnen van zijn autobiografie Help! Mijn engelbewaarder wil met brugpensioen in 2010, richtte hij in 2011 zijn eigen uitgeverij Vertelpunt Uitgevers op.
Sinds 1990 is hij auteur van verschillende boeken, zowel romans, thrillers, muziekboeken, jeugdboeken en thematische boeken met betrekking tot Bree.